# گرابوف ناد پیلیتسان
گرابوف ناد پیلیتسان (به لهستانی:  Grabów nad Pilicą) یک روستا در لهستان است که در گمینا گرابوف ناد پیلیتسان واقع شده‌است. گرابوف ناد پیلیتسان ۴۶۰ نفر جمعیت دارد.